# Joan Fiveller
Joan Fiveller (en ortografía antigua Johan Fivaller) (Barcelona, siglo XIV - 1434) fue conseller (1406-1427) y conseller en cap (1418-1419 y 1427-1428) de Barcelona.

## Biografía
Joan Fiveller pertenecía a uno de los linajes más destacados del patriciado urbano de la Barcelona de finales de la Edad Media, con un palacio medieval en la calle de Lledó de la capital catalana, del que tan solo  se conserva, aparentemente, la fuente de San Justo.

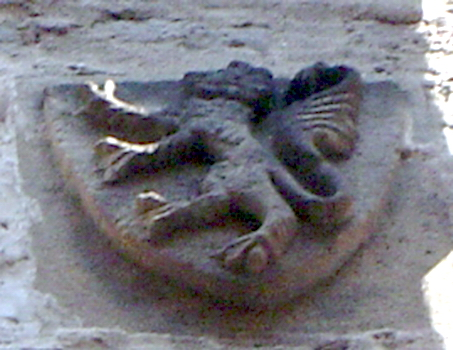
Escudo de los Fiveller, en la iglesia de San Justo (Barcelona).

Su carrera en la política municipal logró un primer hito importante con la entrada en la máxima magistratura de la ciudad en 1406. Fue consejero —uno de los cinco hombres que gobernaban el municipio— hasta cinco veces desde ese año hasta 1427, y ocupó el cargo de consejero segundo y el de consejero jefe (conseller en cap), este último durante dos anualidades (1418-1419 y 1427-1428).
En los años 1407-1408 patroneó una de las galeras que la ciudad de Barcelona envió a Aviñón para trasladar al papa Benedicto XIII a Collioure. La familia, con él al frente, tuvo estrechas relaciones con el monarca. En 1408 el rey Martín el Humano se hospedó en su torre de Sarriá y, al año siguiente, Fiveller formó parte de la comisión que solicitó al rey que designara un sucesor para el caso de morir sin hijos.
En 1413 el nuevo monarca elegido por el Compromiso de Caspe, Fernando de Antequera, requirió su consejo para decidir la represión por la fuerza de la revuelta del conde de Urgel.
En 1416, siendo consejero segundo de Barcelona, encabezó la comisión designada por el Consejo de Ciento que reclamó al rey Fernando el pago del derecho del vectigal por la carne que los compradores de su corte adquirían en la ciudad. Este episodio, conocido como el enfrentamiento del vectigal, convirtió a Fiveller en símbolo de las libertades municipales ante el poder real —elaborado sobre todo posteriormente—.. Sin embargo, algunos historiadores consideran actualmente este episodio como un relato mítico: las quejas de las localidades ante el rey eran habituales tanto en Barcelona como en otros municipios; por otro lado, porque un análisis exhaustivo de la documentación, efectuada por Ramón Grau, revela que lo relatado ya desde los cronistas del siglo XV —en obras de gran componente literario, como la biografía del rey Fernando de Lorenzo Valla—) es completamente inexacto, al no haber ni siquiera documentación acerca de una disputa entre el municipio y el rey. Además, Fernando nombró a Fivaller albacea de su testamento, que otorgó el 10 de octubre de 1415 en Perpiñán. Al respecto de este episodio, Verdés Pijuan señala:

Nos hallamos, por tanto, ante todo un mito historiográfico, elaborado con posterioridad a los hechos con una clara intencionalidad política. [...] Como he dicho, fueron los historiadores románticos de la Renaixença los que acabaron de dar carta de naturaleza al relato y, por acción u omisión, la historiografía contemporánea (salvo alguna excepción puntual) ha hecho más bien poco para corregir esta interesada interpretación de los hechos.
Pere Verdés Pijuan, art. cit., 2011, p. 150.

Tras eliminar o neutralizar toda oposición interior, Fernando I se dirigió nuevamente a Zaragoza, donde fue coronado en 1414, en una ceremonia que partió del Palacio de la Aljafería y llegó a la la Seo, tras lo cual dirigió su atención a la política exterior.
Durante el reinado de Alfonso el Magnánimo continuó encabezando el enfrentamiento de los estamentos al autoritarismo real, y en las cortes de Sant Cugat-Tortosa (1419-1420) se mostró reticente ante las peticiones de la corona.
En 1423 hizo un viaje a Cerdeña para visitar los dominios que tenía. En el testamento que ese año ordenó en Cagliari por si moría en una isla considerada peligrosamente malsana se denomina señor de Guirdo (o Girdo) y marqués de Oristán.
De regreso a Barcelona, durante su último mandato como conseller en cap, en 1427, descubrió un manantial en la sierra de Collserola mientras practicaba la caza, e hizo traer el agua hasta la fuente de San Justo, considerada la fuente pública más antigua de la ciudad —aunque su aspecto exterior fue alterado en el siglo XIX.
Hizo su último testamento en 1434. La familia tenía sendas capillas en la iglesia de San Justo —donde se conservan escudos heráldicos— y en el convento de San Francisco (Framenors), en el cual tenía sepultura y parece que fue enterrado. El convento fue derribado en 1837.
Tiene dedicada una plaza en Barcelona.